# خانه حیدرپور
خانه حیدرپور مربوط به دوره قاجار است و در بوشهر، بافت قدیم، محله بهبهانی واقع شده و این اثر در تاریخ ۲۸ اسفند ۱۳۸۵ با شمارهٔ ثبت ۱۸۶۴۱ به‌عنوان یکی از آثار ملی ایران به ثبت رسیده است.